# Ferdinand Huhold
Andreas Friedrich Ferdinand Huhold (* 29. September 1802 in Heiligenthal; † 27. August 1880 in Hausberge) war lutherischer Theologe, Gemeindepfarrer und erster Superintendent des Kirchenkreises Vlotho. Er ist der Vater der in Mennighüffen als Liederdichterin und Pfarrfrau wirkenden Marie Schmalenbach und Schwiegervater des dortigen Pfarrers und Erweckungspredigers (sowie zugleich späteren Superintendenten des Kirchenkreises Herford) Theodor Schmalenbach.

## Herkunft
Geboren wurde Huhold am 29. September 1802 in Heiligenthal, einem Dorf der Grafschaft Mansfeld in der preußischen Provinz Sachsen. Seine Eltern waren der Gutsbesitzer und Amtsverwalter Johann Gerhard Huhold und seine Ehefrau Sophie geborene Lukas. Nach dem Besuch der Dorfschule von Heiligenthal und der Lateinschule in Gerbstedt wechselte Huhold nach Halle (Saale) und ging dort auf die Oberschule der Franckeschen Stiftungen. Der Vater verstarb bereits im Jahr 1820.

## Burschenschafter und Festungshäftling
Im Jahr 1821 begann Huhold in Halle das Studium der evangelischen Theologie und schloss sich hier 1821 der Alten Halleschen Burschenschaft / Allgemeinheit / Quellengesellschaft und 1823 dem Jünglingsbund an. Da die Burschenschaften in Preußen nach der Ermordung des Schriftstellers August von Kotzebue durch den Theologiestudenten und Burschenschafter Karl Ludwig Sand im Jahr 1819 verdächtig geworden waren und verboten wurden, wurde Ferdinand Huhold im Januar 1824 verhaftet und nach acht Monaten Untersuchungshaft in der Stadtvogtei Berlin und weiteren zwei Jahren Haft in der Festung Wesel durch das Preußische Oberlandesgericht in Breslau zu neun Jahren Festungshaft verurteilt. Nach der Abbüßung eines Drittels der Strafe wurde Huhold jedoch begnadigt und zum 1. Januar 1828 aus der Haft entlassen. Inzwischen war auch seine Mutter verstorben.

## Hauslehrer in Eckendorf und Pfarrer in Holtrup
Er wurde nun zunächst Hauslehrer in der Familie des Landrats Franz von Borries in Eckendorf im heutigen Leopoldshöhe bei Bielefeld. In den Jahren 1829 und 1830 konnte er die theologischen Examina in Münster ablegen. Durch die Vermittlung des Herrn von Borries wurde Huhold 1830 zunächst als Hilfsprediger nach Holtrup, damals zum Amt Hausberge im Kreis Minden gehörig, entsandt. Am Sonntag, dem 1. Mai 1831, wurde er in Holtrup ordiniert und gleichzeitig als dortiger Pfarrer eingeführt. Er blieb dort bis 1840.
Ferdinand Huhold heiratete am 26. April 1832 in Minden Christiane Wilhelmine Bartholly aus Hausberge. In den ersten vier Ehejahren wurden dem Ehepaar Huhold in Holtrup vier Kinder geboren, von denen drei bis zum September 1837 bereits wieder verstorben waren. Auch das einzige verbliebene Kind, die am 23. Juni 1835 im Holtruper Pfarrhaus geborene Tochter Marie Emilie Huhold, die später in Mennighüffen wirkende Pfarrfrau und Liederdichterin Marie Schmalenbach, war zu dieser Zeit bereits mehrfach lebensgefährlich erkrankt.
Die geistlich-theologische Haltung des Pfarrers Huhold veränderte sich in seiner Holtruper Zeit. Von einem starken Befürworter des Rationalismus wandelte er sich zu einem Theologen, der das überlieferte lutherische Bekenntnis und die Entschiedenheit des Glaubens immer mehr betonte. Diese Wandlung zeigt sich nicht zuletzt an seiner veränderten Haltung gegenüber dem vom Rationalismus geprägten Mindenschen Gesangbuch sowie an dem unterschiedlichen Stellenwert, den er im Laufe seines Lebens der klassischen Literatur gegenüber der Heiligen Schrift einräumte.

## Superintendent des Kirchenkreises Vlotho, Pfarrer in Vlotho und Hausberge
Am 6. Oktober 1840 wurde Ferdinand Huhold zum ersten Superintendenten des (aus Teilen der Kirchenkreise Minden und Herford) neu gebildeten Kirchenkreises Vlotho gewählt. Mit der Übernahme des Superintendentenamtes im Jahr 1841 war der Wechsel in die Pfarrstelle der Evangelisch-Lutherischen Kirchengemeinde Vlotho-St. Stephan verbunden. Fünf Jahre später übernahm er die Pfarrstelle in Hausberge, die er für 34 Jahre versah, bevor er dort am 27. August 1880 verstarb.
In die frühe Zeit seines Superintendentenamtes fällt die Auseinandersetzung mit dem Holzhauser Pfarrer Karl August Schrader, der im April 1846 eine Schrift mit dem Titel Der Antipietist oder Verteidigung des vernunftgemäßen Christentums wider die pietistischen Angriffe herausgegeben hatte. In dieser Schrift werden ausgehend von der menschlichen Vernunft wesentliche Teile der traditionellen Lehre der evangelischen Kirche wie die von der Dreieinigkeit, der Gottessohnschaft Jesu Christi und der Rechtfertigung bestritten. Huhold ging sofort entschieden gegen Schrader vor und bewirkte im November 1846 einen Beschluss der Kreissynode Vlotho, in dem die Herausgabe der besagten Schrift als unvereinbar mit den Amtspflichten eines evangelischen Geistlichen bezeichnet wurde.
Allerdings scheiterte Huhold auf derselben Kreissynode mit dem zweiten, weitergehenden Beschlussvorschlag, beim zuständigen Konsistorium in Münster zu beantragen, disziplinarisch gegen Schrader vorzugehen. Als eine Folge dieser Geschehnisse mag es anzusehen sein, dass Huhold seit 1849 vorübergehend nicht mehr das Amt des Superintendenten bekleidete. Erst von 1854 an bis zu seinem Tode hatte Huhold dieses Amt wieder inne.
Als Superintendent war er zugleich von Amts wegen Mitglied der westfälischen Provinzialsynode. Er arbeitete insbesondere in deren Gesangbuchs-Kommission mit, die für die Überarbeitung des – der Erweckungsbewegung verpflichteten – Minden-Ravensberger Gesangbuchs zuständig war.